# Puerto Escondido (Oaxaca)
Pour les articles homonymes, voir Puerto Escondido.
Puerto Escondido est une ville portuaire de l'État mexicain d'Oaxaca. Fondée en 1928 pour le commerce du café, elle est devenue un attrait pour le tourisme et le surf. Son nom signifie Port caché en espagnol.

## Présentation
Elle compte une population d'environ 19 488 habitants.
Elle se situe à 450 km de Mexico (à vol d'oiseau) et près de 700 km (par l'autoroute).

## Surf
Puerto Escondido est un Beach break de renommée mondiale. Les vagues y sont tubulaires et le spot tient très bien la taille (jusqu'à plus de 6m).
Au vu de la puissance des vagues, ce spot de surf est très dangereux pour les non-initiés. De plus l'eau est souvent polluée.
Le surfeur espagnol Oscar Serra y a laissé la vie le 17 juillet 2021.

## Évêché
- Diocèse de Puerto Escondido
- Cathédrale de Puerto Escondido